# Перегінська селищна рада
Пере́гінська се́лищна ра́да — адміністративно-територіальна одиниця та орган місцевого самоврядування в Калуському районі Івано-Франківської області. Адміністративний центр — селище міського типу Перегінське.

## Загальні відомості
- Територія ради: 669,6 км²
- Населення ради: 23 887 осіб (станом на 2021 рік)
- Територією ради протікає річка Лімниця

## Історія
У січні 1940 р. Перегінське отримало статус селища міського типу, була утворена селищна рада у складі Рожнятівського району. 19 листопада 1940 р. указом Президії Верховної Ради УРСР Перегінська селищна рада передана з Рожнятівського району до Новичанського району, райцентр перенесено з села Новиця в селище Перегінське і район перейменовано на Перегінський. У 1959 р. у зв’язку з ліквідацією Перегінського району Перегінське було передане до складу Рожнятівського району.
Івано-Франківська обласна Рада рішенням від 15 листопада 1995 року передала село Рошняте з Перегінської селищної ради в підпорядкування Вільхівській сільській Раді.

## Населені пункти
Селищній раді підпорядковані населені пункти:
- смт Перегінське
- с. Закерничне
- Бабське
- Гриньків
- Красне
- Кузьминець
- Лази
- Ловаги
- Небилів
- Осмолода
- Погар
- Сливки
- Слобода-Небилівська
- Турівка
- Черепина
- Ясень

## Склад ради
Рада складається з 32 депутатів та голови.
- Голова ради: Люклян Ірина Богданівна
- Секретар ради: Абрам Ольга Василівна

### Керівний склад попередніх скликань
| Прізвище, ім'я, по батькові | Основні відомості                                                            | Дата обрання | Дата звільнення |
| --------------------------- | ---------------------------------------------------------------------------- | ------------ | --------------- |
| Мельник Богдан Леонович     | Селищний голова, 1947 року народження, безпартійний                          | 26.03.2006   | 31.10.2010      |
| Лавришин Йосиф Петрович     | Селищний голова, 1964 року народження, освіта незакінчена вища, безпартійний | 31.10.2010   | 11.12.2011      |
| Люклян Ірина Богданівна     | Селищний голова, 1979 року народження, освіта вища                           | 11.12.2011   |                 |

Примітка: таблиця складена за даними сайту Верховної Ради України

### Депутати
За результатами місцевих виборів 2010 року депутатами ради стали:

#### За суб'єктами висування
| Суб'єкт висування                                   | Кількість обраних депутатів | %    |
| --------------------------------------------------- | --------------------------- | ---- |
| Самовисування                                       | 25                          | 78,1 |
| Політична партія «Європейська партія України»       | 5                           | 15,6 |
| Політична партія Всеукраїнське об'єднання «Свобода» | 2                           | 6,3  |

#### За округами
| № округу                                            | Прізвище, ім'я, по батькові   | Дата визнання обраним | Освіта             | Партійна приналежність                              | Відомості про обраного депутата                                                                               |
| --------------------------------------------------- | ----------------------------- | --------------------- | ------------------ | --------------------------------------------------- | --- |
| Політична партія Всеукраїнське об'єднання «Свобода» |                               |                       |                    |                                                     | |
| 24                                                  | Семкович Іван Миколайович     | 03.11.2010            | середня спеціальна | член Всеукраїнського об'єднання «Свобода»           | Ясеньська ДВМ, вет-фельшер                                                                                    |
| 32                                                  | Семко Петро Васильович        | 03.11.2010            | середня спеціальна | член Всеукраїнського об'єднання «Свобода»           | Осмолодський ДЛГ, майстер лісу                                                                                |
| Політична партія «Європейська партія України»       |                               |                       |                    |                                                     | |
| 7                                                   | Люклян Ірина Богданівна       | 03.11.2010            | вища               | член Політичної партії «Європейська партія України» | приватний підприємець                                                                                         |
| 15                                                  | Марко Юрій Юрійович           | 03.11.2010            | середня спеціальна | член Політичної партії «Європейська партія України» | приватний підприємець                                                                                         |
| 20                                                  | Стрижак Богдан Юліанович      | 03.11.2010            | вища               | позапартійний                                       | ТЗОВ «Ганц», заступ.деректора                                                                                 |
| 21                                                  | Шищак Марія Ярославівна       | 03.11.2010            | середня спеціальна | член Політичної партії «Європейська партія України» | Прикарпатський торговий дім, менеджер                                                                         |
| 28                                                  | Худяк Василь Михайлович       | 03.11.2010            | вища               | член Політичної партії «Європейська партія України» | РЕМ «прикарпаття обеленерго», гол.інженер                                                                     |
| Самовисування                                       |                               |                       |                    |                                                     | |
| 1                                                   | Федірко Михайло Володимирович | 03.11.2010            | середня спеціальна | позапартійний                                       | приватний підприємець                                                                                         |
| 2                                                   | Сорочак Володимир Васильович  | 03.11.2010            | вища               | позапартійний                                       | старший майстер лісу                                                                                          |
| 3                                                   | Ганцюк Ірина Дмитрівна        | 03.11.2010            | вища               | позапартійна                                        | пенсіонер |
| 4                                                   | Ковальчук Лідія Михайлівна    | 03.11.2010            | середня спеціальна | член Партії регіонів                                | тимчасово не працює                                                                                           |
| 5                                                   | Петреній Марта Леонівна       | 03.11.2010            | вища               | позапартійна                                        | ПП «Мустан», бухгалтер                                                                                        |
| 6                                                   | Бендак Світлана Михайлівна    | 03.11.2010            | вища               | позапартійна                                        | Перегінська сільська рада, спеціаліст у справах сім'ї, молоді та спорту                                       |
| 8                                                   | Косилов Ігор Миколайович      | 03.11.2010            | вища               | позапартійний                                       | Перегінська допоміжна школа-інтернат, вчитель                                                                 |
| 9                                                   | Худяк Мирослава Петрівна      | 03.11.2010            | середня спеціальна | член Народного Руху України                         | пенсіонер |
| 10                                                  | Абрам Ольга Василівна         | 03.11.2010            | вища               | позапартійна                                        | Перегінська сільська рада, секретар                                                                           |
| 11                                                  | Люклян Ганна Андріївна        | 03.11.2010            | середня спеціальна | позапартійна                                        | приватний підприємець                                                                                         |
| 12                                                  | Король Володимир Дмитрович    | 03.11.2010            | середня спеціальна | позапартійний                                       | пенсіонер |
| 13                                                  | Петриній Любов Василівна      | 03.11.2010            | середня спеціальна | позапартійна                                        | приватний підприємець                                                                                         |
| 14                                                  | Семко Іванна Василівна        | 03.11.2010            | середня спеціальна | позапартійна                                        | приватний підприємець                                                                                         |
| 16                                                  | Костурович Ігор Миколайович   | 03.11.2010            | середня спеціальна | позапартійний                                       | приватний підприємець                                                                                         |
| 17                                                  | Кулик Ігор Леонович           | 03.11.2010            | вища               | позапартійний                                       | приватний підприємець                                                                                         |
| 18                                                  | Семко Світлана Богданівна     | 03.11.2010            | вища               | позапартійна                                        | Перегінська школа мистецтв, вчитель                                                                           |
| 19                                                  | Косилов Дарія Василівна       | 03.11.2010            | вища               | позапартійна                                        | Дубівська школа, вчитель                                                                                      |
| 22                                                  | Семко Мар'яна Володимирівна   | 03.11.2010            | вища               | позапартійна                                        | Перегінська сільська рада, спеціаліст соц. служб сім'ї, дітей та молоді                                       |
| 23                                                  | Семко Володимир Володимирович | 03.11.2010            | вища               | позапартійний                                       | Перегінська загальноосвітня школа № 1, вчитель                                                                |
| 25                                                  | Халус Олег Юліанович          | 03.11.2010            | вища               | позапартійний                                       | приватний підприємець                                                                                         |
| 26                                                  | Маркович Олег Володимирович   | 03.11.2010            | середня спеціальна | позапартійний                                       | Перегінська сільська рада, водій                                                                              |
| 27                                                  | Олійник Василь Павлович       | 03.11.2010            | вища               | позапартійний                                       | пенсіонер |
| 29                                                  | Бержавич Ірина Федорівна      | 03.11.2010            | вища               | позапартійна                                        | Перегінська сільська рада, бухгалтер                                                                          |
| 30                                                  | Кулик Дарія Миколаївна        | 03.11.2010            | середня спеціальна | позапартійна                                        | пенсіонер |
| 31                                                  | Гандзюк Тетяна Василівна      | 03.11.2010            | вища               | позапартійна                                        | Рожнятівський районний підрозділ УДДУПВП в Івано-Фран.обл, старший інспектор кримінально-виконавчої інспекції |